# Podocotyle atomon
Podocotyle atomon är en plattmaskart. Podocotyle atomon ingår i släktet Podocotyle och familjen Opecoelidae. Inga underarter finns listade i Catalogue of Life.